# Badminton ai Giochi della XXXI Olimpiade

## Calendario
| Uomini |  |  |  |  |  |        |        | Doppio | Doppio  | Singolo | 2 |
| Donne  |  |  |  |  |  |        |        | Doppio | Singolo |         | 2 |
| Misto  |  |  |  |  |  | Doppio | Doppio |        |         |         | 1 |
| Totale |  |  |  |  |  | 1      | 1      | 3      | 3       | 1       | 5 |

|  | Qualificazioni |  | Finali |

## Podi

### Uomini
| Evento                      | Oro                       | Argento                           | Bronzo                                     |
| Singolo maschile (dettagli) | Chen Long                 | Lee Chong Wei                     | Viktor Axelsen                             |
| Doppio maschile (dettagli)  | Cina Fu Haifeng Zhang Nan | Malaysia Tan Wee Kiong Goh V Shem | Gran Bretagna Marcus Ellis Chris Langridge |

### Donne
| Evento                       | Oro                                       | Argento                                           | Bronzo                                       |
| Singolo femminile (dettagli) | Carolina Marín                            | Pusarla Sindhu                                    | Nozomi Okuhara                               |
| Doppio femminile (dettagli)  | Giappone Misaki Matsutomo Ayaka Takahashi | Danimarca Christinna Pedersen Kamilla Rytter Juhl | Corea del Sud Jung Kyung-eun Shin Seung-chan |

### Misto
| Evento                  | Oro                                    | Argento                              | Bronzo                     |
| Doppio misto (dettagli) | Indonesia Tontowi Ahmad Lilyana Natsir | Malaysia Chan Peng Soon Goh Liu Ying | Cina Zhang Nan Zhao Yunlei |

## Medagliere
| Posizione | Paese         | Oro | Argento | Bronzo | Totale |
| --------- | ------------- | --- | ------- | ------ | ------ |
| 1         | Cina          | 2   | 0       | 1      | 3      |
| 2         | Giappone      | 1   | 0       | 1      | 2      |
| 3         | Indonesia     | 1   | 0       | 0      | 1      |
| 3         | Spagna        | 1   | 0       | 0      | 1      |
| 5         | Malaysia      | 0   | 3       | 0      | 3      |
| 6         | Danimarca     | 0   | 1       | 1      | 2      |
| 7         | India         | 0   | 1       | 0      | 1      |
| 8         | Gran Bretagna | 0   | 0       | 1      | 1      |
| 8         | Corea del Sud | 0   | 0       | 1      | 1      |
| Totale    | Totale        | 5   | 5       | 5      | 15     |